# Academia Militar Houari Boumédiène de Cherchell
La Academia Militar Houari Boumédiène de Cherchell es un centro de instrucción militar del Ejército Nacional Popular de Argelia. Desde su creación, esta institución no ha dejado de formar a futuros oficiales del Ejército Nacional Popular. La academia lleva el nombre del ex-Presidente de Argelia, Houari Boumédiène.

## Historia
La academia militar se encuentra en Cherchell, una ciudad costera turística ubicada en la Provincia de Tipasa, a unos 100 km al oeste de Argel, la capital de la nación.

### Historia antigua
Cherchell es una ciudad arqueológica e histórica. La ciudad fue fundada por los fenicios. El rey númida argelino Juba II, la convirtió en la capital de su reino en el año 25 antes de Cristo y le dio el nombre de Iol Caesarea. En el año 431, fue destruida por los vándalos. La ciudad fue reconstruida y ampliada tras la llegada del Islam, posteriormente pasó a llamarse Cherchell.

### 1541-1840
El Almirante Jeireddín Barbarroja conquistó la ciudad al derrotar al Rey Carlos I de España en una batalla naval que tuvo lugar en 1541.

### 1840-1962
El 5 de marzo de 1840, Cherchell fue ocupada por Francia. En 1940, tras la Ocupación de Francia por las Fuerzas del Eje, las autoridades francesas decidieron crear una academia militar en Argelia para cubrir las necesidades de formación de oficiales de su ejército. La escuela entró en funcionamiento en 1943. En la academia fueron formadas varias promociones de oficiales y suboficiales en activo y en la reserva militar, desde la fundación de la escuela hasta 1962, el año de la Independencia de Argelia.

### 1963-1973
En junio de 1963, el Ministerio de la Defensa Nacional la transformó en la Escuela Militar de Argelia, bajo la denominación de Escuela militar de armas combinadas, varios oficiales procedentes del Ejército de Liberación Nacional, fueron entrenados para hacer frente a las necesidades de modernización del Ejército Nacional Popular. Los oficiales procedentes del reclutamiento militar se han formado allí desde 1963. Asimismo, muchos oficiales de países hermanos, pertenecientes a varios movimientos de liberación nacional, realizaron sus prácticas en este centro formativo. En 1969, luego de la institución del servicio militar nacional, la escuela formó a varias promociones de oficiales.

### 1973-1993
Desde 1973, la escuela se dedica a la formación de los oficiales en activo y suboficiales procedentes del Ejército de Liberación Nacional. En septiembre de 1974, se instituyó el curso de Estado Mayor destinado a los oficiales. Teniendo en cuenta sus nuevas misiones que incluyen tanto la formación fundamental como la formación superior, la Escuela Militar de Armas Combinadas (EMAC), se convirtió en 1979 en la Academia militar de armas combinadas (AMAC). Así desde 1979, la academia se ocupa del curso de armas superior y del curso avanzado para los comisarios políticos. Además, la Academia inicia la arabización de sus esquemas de formación. Desde 1991, la academia está adscrita al comando de fuerzas terrestres y se dedica a las siguientes misiones:
- Formación superior de los oficiales del Estado Mayor.

- Formación fundamental de los oficiales cadetes en beneficio de los graduados obtención del diploma de bachillerato.

- Entrenamiento de los oficiales cadetes.

### 1993-2013
El año 1993 se caracterizó por la descentralización de la formación a través de la creación de las escuelas de armas, la academia se ocupa de la formación de los cadetes según un programa basado en tres ejes esenciales (eje militar, científico y deportivo), para el entrenamiento de los jefes de las secciones de la infantería mecanizada, con el fin de unificar la formación de todos los oficiales del ejército y preparar el terreno para la formación universitaria, la academia realiza un tipo de formación relativo a la formación fundamental que se compone de dos niveles:
- Formación militar básica común para los cadetes de las distintas fuerzas y cuerpos del ministerio de defensa.

- Educación universitaria bajo la supervisión del ministerio de educación e investigación científica para los cadetes de las fuerzas terrestres.

El 26 de agosto de 2011, la academia fue víctima de un doble atentado suicida perpetrado por dos kamikazes, estos ataques, que tuvieron lugar frente al comedor de oficiales de la academia, causaron la muerte de 18 personas, incluidos dos civiles, este ataque fue reivindicado por Al Qaeda del Magreb Islámico (AQMI), este es el primer atentado contra esta institución desde la aparición del terrorismo yihadista en los años 1990 en Argelia. Los atacantes culpaban a los militares argelinos por apoyar supuestamente al régimen del dictador libio Muamar el Gadafi.
El 5 de julio de 2013, el nombre de la Academia Militar de Armas Combinadas fue cambiado a Academia Militar de Cherchell (AMC).

## Formación
La academia militar ofrece la oportunidad a los cadetes, aspirantes, y oficiales en formación, de adquirir la ética militar indispensable para su carrera. La institución ha contribuido a la formación de futuros cuadros de países africanos y árabes para ocupar puestos directivos en sus respectivos países de origen.

### Formación básica
Este nivel de formación se divide en dos cursos típicos: 
A- Una formación de cuatro años, destinada a los recién licenciados de la vida civil, es impartida en dos fases, la primera fase se extiende a lo largo de un año, y consiste en una formación militar básica común, la segunda fase dura tres años y está dedicada a la formación universitaria. Finalmente, el alumno obtiene una licenciatura en ciencia y tecnología, y un certificado de la sección de infantería. 
B- una formación especial, destinada a los diplomados universitarios que han sido reclutados, y que se extiende a lo largo de un año de formación militar básica.

### Formación práctica
Curso de formación práctica, que tiene lugar en Tadmit, en la Provincia de Djelfa, permite al alumno aspirante a oficial aprender las técnicas de combate, incluido el dominio de diversas armas, las formaciones militares y la cadena de mando.

### Curso de comando
Al términar la formación básica, los cadetes de la academia siguen un curso de comandos paracaidistas, repartido en dos fases en la montaña Chenoua y en la escuela de tropas especiales. El aprendizaje está jalonado de cursos teóricos, así como de actividades prácticas intensivas, en las que los alumnos son supervisados por instructores reclutados entre las tropas especiales, este curso se supera con la obtención de un diploma de aptitud en paracaidismo, acompañado de una insignia que se obtiene tras efectuar varios saltos y una insignia de comando paracaidista, tras completar diversas pruebas como saltar desde un vehículo en movimiento y realizar marchas militares.

## Instalaciones
La academia militar de Cherchell cuenta con las siguientes instalaciones:

### Equipamientos y medios educativos
Para llevar a cabo su misión, la academia se dota de una importante base de datos con material educativo y didáctico:
- Salas comunes equipadas con medios audiovisuales educativos.
- Salas especializadas.
- Laboratorios científicos y técnicos.
- Laboratorio de idiomas.
- Laboratorio de computación e informática.
- Salas de trabajo práctico.
- Salas educativas informatizadas.
- Centro de documentación.
- Campo de tiro.
- Terrenos tácticos para ejercicios de combate.
- Formación y educación vial para conductores.
- Campo de carreras de orientación.
- Pista de atletismo.
- Superficie para salto en paracaídas.
- Polígono para expertos en desminado y desactivación de explosivos.
- Superficie para ejercicios de primeros auxilios.
- Recorrido de obstáculos y terreno de juego.

### Estructuras varias
La academia está equipada con otros medios:
- Sala de conferencias y de sala de cine.
- Un complejo deportivo que incluye un estadio, piscina, polideportivo, sala de musculación, pista de saltos, cancha de tenis y otros terrenos para diferentes juegos.
- Un centro cultural con una biblioteca con más de 100.000 libros, así como salas para actividades culturales (teatro, música, dibujo, ajedrez, etcétera).
- Bibliotecas secundarias a nivel de departamentos educativos.
- Una imprenta equipada con importantes medios de publicación y reproducción de documentos de formación.
- Un complejo médico-social que incluye salas de atención y consulta, laboratorios médicos.
- Un centro de equitación para los alumnos y el personal.

### Museo de la Academia
El museo de la academia fue inaugurado en 1981, el museo incluye valiosas colecciones y recorre la historia de la resistencia del pueblo argelino, en distintas épocas, contra las sucesivas invasiones extranjeras, esto permite a los jóvenes cadetes sumergirse en los valores del heroísmo y el coraje, y apreciar el grado de sacrificio y patriotismo de los héroes del pasado, y ayuda a las delegaciones de países hermanos y amigos, a comprender mejor la realidad de la historia de Argelia.

## Actividades

### Documentos educativos
La academia participa en la elaboración de los documentos educativos. La academia elabora y publica los manuales y apuntes puestos a disposición de los estudiantes y aspirantes, los documentos se distribuyen al personal de la academia. Los manuales y apuntes se actualizan periódicamente.

### Estudios, investigación y desarrollo
La academia realiza estudios teóricos e investigaciones en el campo de la mejora de la enseñanza, y motiva a sus directivos a realizar todos los planes relacionados con la modernización y el mejoramiento de la formación académica, y a llevar a cabo la actualización de los diferentes programas educativos.

### Seminarios
La academia organiza y dirige, según un calendario preestablecido, ciclos de formación en forma de seminarios. La academia, organiza y conduce periódicamente seminarios internos y nacionales sobre diversos temas programados por el alto mando.

### Actividades deportivas
En el complejo deportivo, la academia organiza y participa en competiciones deportivas militares, internacionales y nacionales, en diferentes juegos como: Atletismo, tiro deportivo con pistola y rifle, pentatlón, etcétera. Dentro de las actividades deportivas, la academia organiza la tradicional semana olímpica, un evento deportivo que contribuye a desarrollar la práctica deportiva en la institución. La demostración anual incluye juegos deportivos militares como el triatlón, tiro deportivo con pistola y fusil semiautomático, juego de la soga, fútbol y voleibol.

### Actividades culturales
La academia cuenta con un complejo cultural, que comprende instalaciones de esparcimiento como salas de cine, salas de televisores, salas con juegos de sociedad, y diversos espacios para practicar actividades culturales y entretenimiento. La academia organiza exposiciones de libros, documentos y fotografías históricas, en diversas ocasiones, celebra las fiestas nacionales y religiosas, y organiza un festival cultural cada año.

### Cooperación internacional
La academia militar de Cherchell entrena a cadetes de países amigos y hermanos, la academia recibe regularmente delegaciones militares extranjeras, como parte de un intercambio de conocimientos y experiencia, particularmente en el campo de la formación académica.

### Publicaciones
La academia edita un boletín interno semestral, la revista Al-Nibras, una publicación que da cobertura a las actividades de la academia, y a varios temas del ámbito militar, humano, científico y tecnológico, la publicación es editada por los profesores y supervisores de la academia.